# 91式便攜地對空導彈
91式便攜地對空導彈（91-shiki Keitai Chitaikū Yūdōdan）是一具由日本东芝公司所研製和生產的肩扛式單兵便携型防空导弹系統，亦是日本第一代國產便攜式地對空導彈。
它的外觀類似於美國製造的FIM-92刺針便攜式防空飛彈。由於91式具有更為優良的制導系統，其中包括可见光和紅外綫誘導的系統選項，它的研製是為了取代美國製造的「刺針」便攜及肩扛式防空導彈於自卫队的存貨。而相對地，刺針只使採用了被動式紅外線導引熱追蹤的制導系統。
在自衛隊的行列中，91式被俗稱為便攜SAM、SAM-2、PSAM和手箭。 91式有時候會被誤稱為日本國產版的「刺針」防空導彈。91式專門被自衛隊所使用，而且由於受到日本国宪法的限制而不會遠銷海外。
91式已經官方歸類為第四代便攜式防空導彈系統。

## 歷史

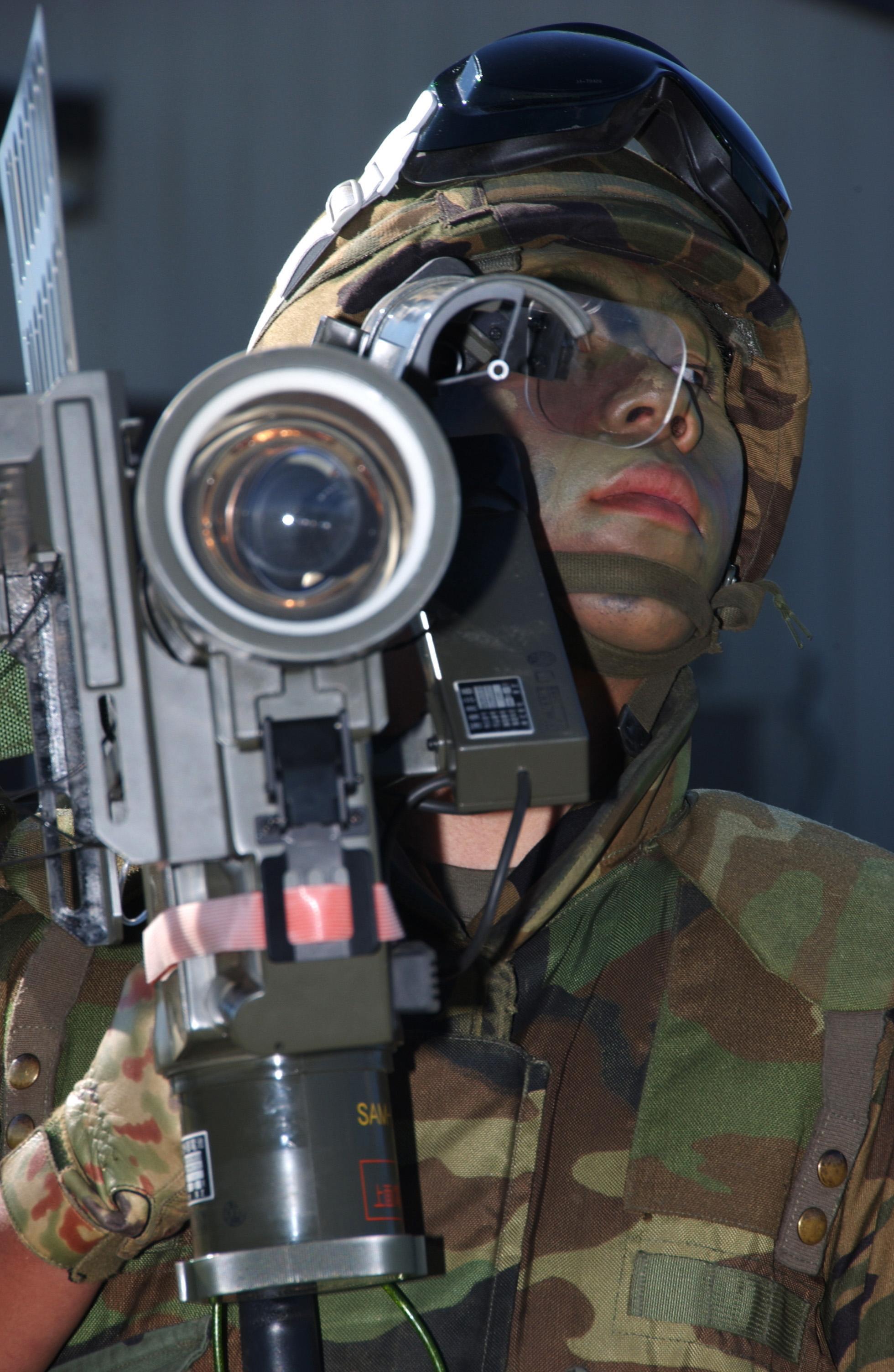
91式便攜地對空導彈尖端的導引頭

在东芝公司和川崎重工業的競標中提交他們的計劃而最終前者被選中以後，技術研究及發展研究所（英語：Technical Research and Development Institute，簡稱：TRDI）於1979年開始先進的紅外線導引頭的研製工作。1982年，日本自卫队開始尋找在通過美國對外軍事銷售（英語：Foreign Military Sales，簡稱：FMS；日文中稱之為「對外有償軍事援助」）的方式中購入以後在日本自衛隊服役的FIM-92「刺針」的替代品。當時被稱為桂子或SAM-X的該導彈發展被推遲到1987年。東芝於1988年接手了該項目，並且開始了工程研發。該發展項目於1990年完成，並且於1991年開始了低速率生產。該導彈最初是被命名為91式近距離地對空導彈和SAM-291式便攜地對空導彈是在1994年首次部署。它的衍生型號可以安裝在川崎OH-1輕型軍用偵查直升機上作為空對空導彈，以及可裝上高機動車上作為車載版地對空導彈的93式近距離地對空導彈。
91式被自衛隊所採用以後同時批准逐步淘汰「刺針」，最後的存貨亦在2009年正式從陸上自衛隊的服役中淘汰出來。而陸上自衛隊的AH-64「阿帕契」直昇機仍操作刺針飛彈。
2007年，由東芝所生產的91式改開始向自衛隊交付以後，取代原來的91式。正式命名為單兵便攜式地對空導彈（改），在自衛隊的行列中則被俗稱為SAM-2B。91式改作出了多項改進，包括它的电动机和能夠在黑暗環境中發射。截至2011年度，已經採購了77 具，每具價格在¥ 45,500,000至61,500,000之間，比之前的採購價格更高。該導彈作為自衛用防空裝備列裝於航空自衛隊的基地防空部隊。

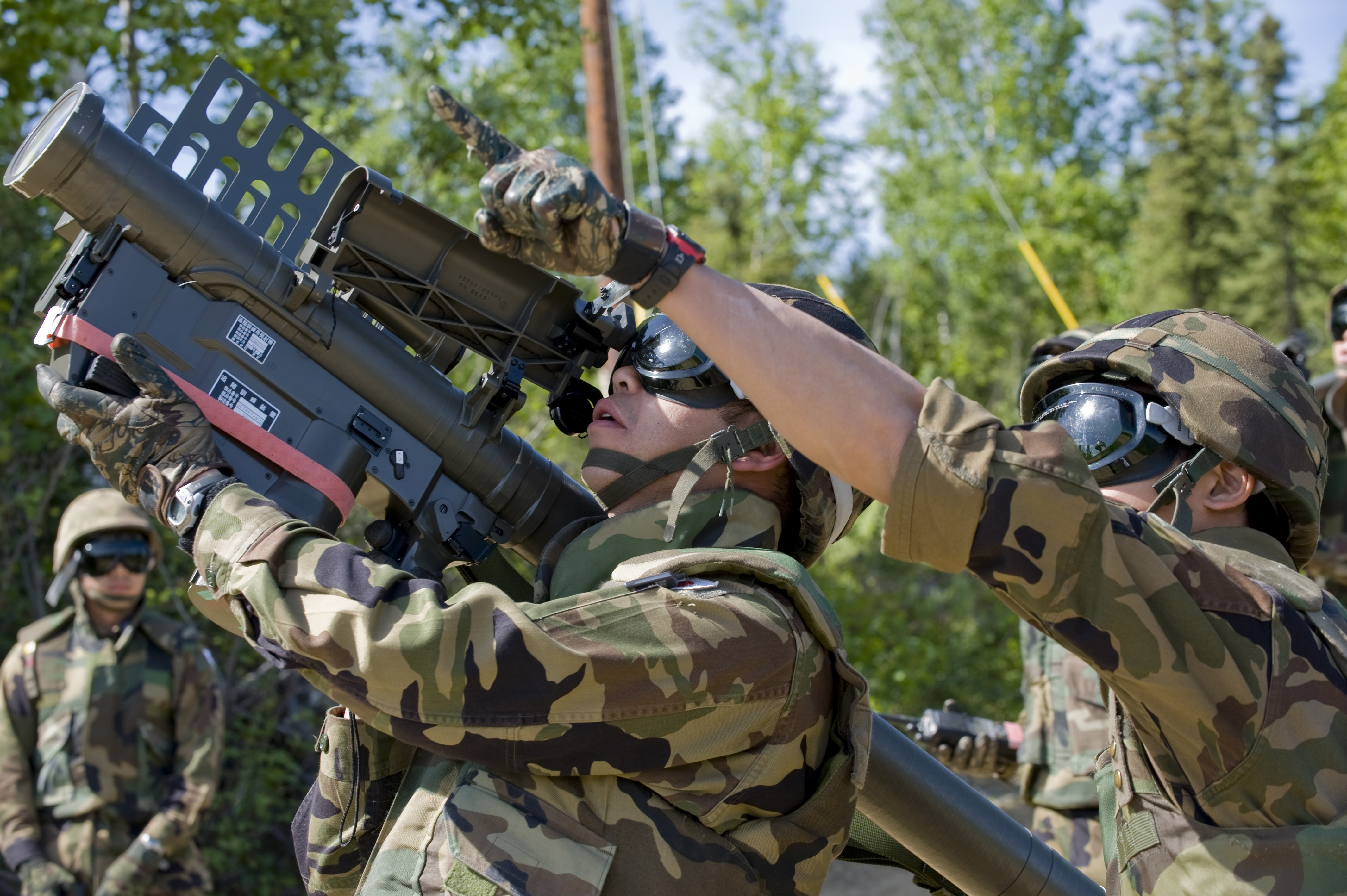
日本航空自衛隊士兵在太平洋紅旗—阿拉斯加聯合軍演的阿拉斯加靶場部分使用91式便攜式地對空導彈改瞄準模擬空中目標。

## 設計
91式便攜地對空導彈類似於「刺針」導彈，並且安裝了固體火箭發動機、初始助力电动机和維持器。91式的尋標器使用複合偵蒐設計，分別是第二代紅外線尋標器、光學圖像辨識。由於飛彈上裝上感光耦合元件，可以在飛彈的記憶體內加入目標的光學形象，有效抑止熱焰彈等干擾手段。，但是在91式改時尋標器換成了紅外線成像追蹤技術，因此複合尋標器設計取消。91式導彈的行進速度為1.9马赫。
91式的整套系統包括導彈發射裝置、外置電池盒、敵友識別系統（IFF）、導彈本體和其他培訓設備，部分部件可與「刺針」互用。91式重量為11.5公斤（25.35磅），重量比15.2公斤（33.51磅）的刺針為輕。導彈推進劑使用固體燃料。發射後發射筒由於熱變形，無法重複使用，只能丟棄。
91式的改進型：91式改的改進包括只裝上了紅外線圖像導引頭的導彈、無煙式电动机、改為火箭發動機和具有更快的發射和目標截獲能力，發射時煙霧更少，在夜間使用的性能也得到了改進。

## 使用國
- 日本：
  - 陸上自衛隊：91式除了作為便携式防空导弹系統所使用外，亦被用作川崎OH-1的主要防空武器系統。[1][20]
  - 航空自衛隊：被101基地保護小組用作便携式防空导弹系統。[24]

## 衍生型

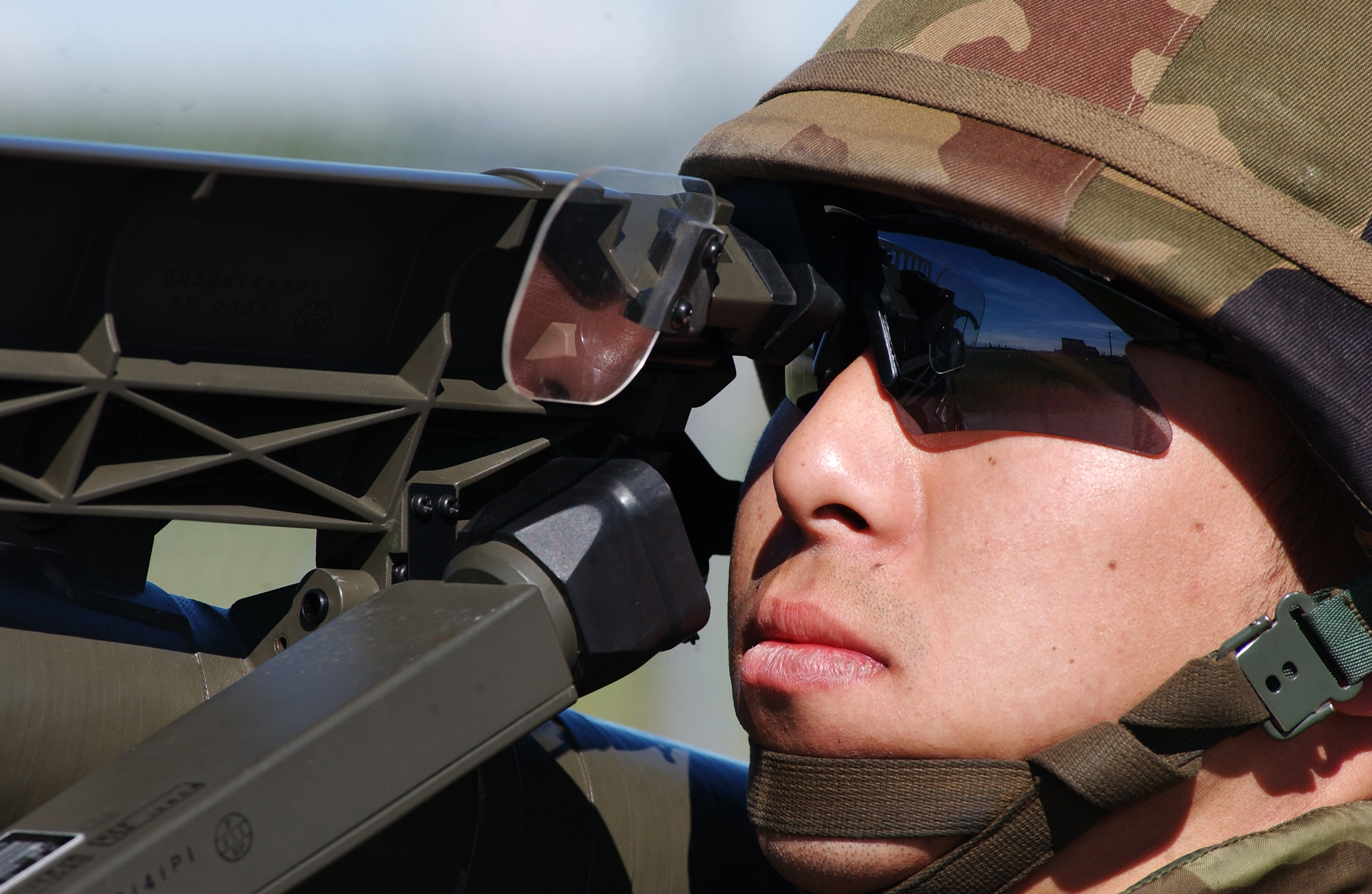
91式地對空導彈改的光学瞄准镜特寫。當時正被日本航空自衛隊士兵在太平洋紅旗—阿拉斯加聯合軍演上使用。

改進版本的91式，被命名為91式改，已經交付到自衛隊以取代原來的91式。一種以载具為基礎的衍生型，93式近距離地對空導彈發射裝置，亦已被開發出來。而且也是由東芝重工業所生產。該系統可架設於豐田高機動車以上。

## 個人便攜式地對空導彈（改進型）的交付數量

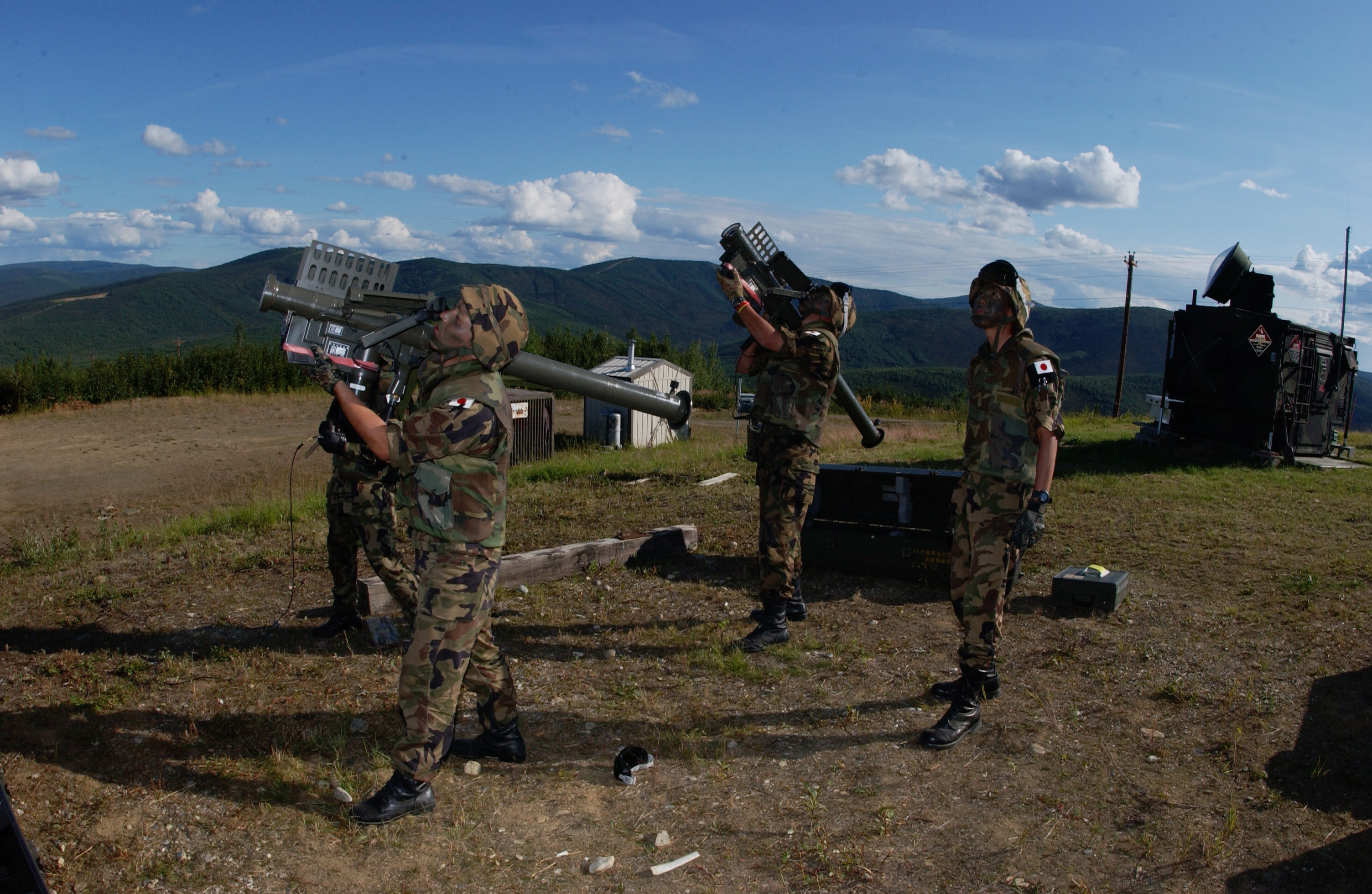
航空自衛隊成員所組成的發射小組。

| 交付年度               | 數量  |
| ---------------------- | ----- |
| 2007年度（平成19年度） | 23 具 |
| 2008年度（平成20年度） | 13 具 |
| 2009年度（平成21年度） | 19 具 |
| 2010年度（平成22年度） | 22 具 |
| 2011年度（平成23年度） | 0 具  |
| 2012年度（平成24年度） | 0 具  |
| 2013年度（平成25年度） | 0 具  |

## 流行文化

### 登場作品
- 『UN-GO』：第11話（最終話）「我唯有尋找」登場。
- 『次元艦隊』：日本海上自衛隊神盾巡洋舰「未來號」（艦號為DDH-182）的艦載機SH-60J巡邏／運輸直升機對戰艦「大和」的煙囪發射91式導彈攻擊，令戰艦大和失去動力。
- 『核爆末世錄』：第3話「希望」，被深作 葵（ふかさく あおい，聲：花澤香菜）發現後轉交給成瀨 荊（なるせ いばら，聲：戶松遙），並且於次話「夕陽」由成瀨 荊用以擊墜B-2隱形轟炸機，奇怪地可發射2發。

## 相關
- 03式地對空飛彈
- 81式地對空飛彈
- 93式地對空導彈
- 便携式防空导弹
- 9K32「箭-2」（SA-7）
- 9K34「箭-3」（SA-14）
- 9K38「针」／9K310「针-M」／9K338「超級針」（SA-18／SA-16／SA-24）
- 9K333「柳樹」（SA-29）
- FIM-43「紅眼」
- FIM-92「刺針」
- 安扎便攜式防空飛彈
- 西北風便攜式防空飛彈
- 星光防空導彈
- 红樱-5
- 红缨／飞弩-6
- RBS 70

## 資料來源
1. 1 2 3 4 5  .   [2009-01-26]. （原始内容存档于2008-07-09） （日语）.
2. 1 2  .   [2009-01-26]. （原始内容存档于2013-06-14） （日语）.
3. ↑  .   [2009-01-26]. （原始内容存档于2012-02-10） （日语）.
4. ↑  .   [2009-01-07]. （原始内容存档于2012-03-13）.
5. ↑  .   [2013-06-14]. （原始内容存档于2010-02-05） （日语）.
6. 1 2 3 4  .   [2013-06-14]. （原始内容存档于2013-06-14） （日语）.
7. ↑  .   [2009-01-26]. （原始内容存档于2012-02-20） （日语）.
8. ↑  .   [2013-06-14]. （原始内容存档于2013-06-14） （日语）.
9. ↑  Christof Kögler.  (PDF): Page 32.   [2013-07-18]. （原始内容 (PDF)存档于2013-09-03）.
10. 1 2 3  .   [2009-01-07]. （原始内容存档于2012-03-15） （日语）.
11. 1 2  .   [2009-11-04]. （原始内容存档于2012-03-09） （日语）.
12. ↑   (PDF).   [2013-06-14]. （原始内容 (PDF)存档于2011-07-18）.
13. 1 2  Andreas Parsch. . 2001-04  [2013-06-14]. （原始内容存档于2013-05-02）.
14. ↑  .   [2013-06-14]. （原始内容存档于2013-06-14）.
15. ↑  .   [2013-06-14]. （原始内容存档于2013-06-14） （日语）.
16. 1 2   (PDF).   [2013-06-14]. （原始内容 (PDF)存档于2012-04-06）.
17. ↑   (PDF).   [2013-10-18]. （原始内容存档 (PDF)于2013-02-01） （日语）.
18. ↑   (PDF).   [2013-10-18]. （原始内容存档 (PDF)于2013-02-01） （日语）.
19. ↑   (PDF).   [2013-10-18]. （原始内容存档 (PDF)于2013-02-01） （日语）.
20. 1 2  .   [2009-01-26]. （原始内容存档于2013-06-14） （日语）.
21. 1 2  .   [2013-06-14]. （原始内容存档于2013-06-14）.
22. ↑  . Japanese Ground Self-Defense Forces.   [2013-06-14]. （原始内容存档于2013-06-14） （日语）.
23. ↑  .   [2013-06-14]. （原始内容存档于2012-08-03） （日语）.
24. ↑  .   [2010-07-12]. （原始内容存档于2005-02-09） （日语）.

## 外部連結
- （日語）—陸上自衛隊（页面存档备份，存于） - 91式携帯地対空誘導弾（页面存档备份，存于）
- （日語）—ミサイルよもやま話（页面存档备份，存于）